# Isländische Eishockeyliga 2015/16
Die Saison 2015/16 war die 25. Spielzeit der isländischen Eishockeyliga, der höchsten isländischen Eishockeyspielklasse.  Meister wurde zum 19. Mal in der Vereinsgeschichte Skautafélag Akureyrar, der damit seinen Titel aus dem Vorjahr verteidigen konnte.

## Modus
In der Hauptrunde absolvierten die vier Mannschaften jeweils 24 Spiele. Die beiden bestplatzierten Mannschaften qualifizierten sich für das Meisterschaftsfinale. Für einen Sieg nach regulärer Spielzeit erhielt jede Mannschaft drei Punkte, für einen Sieg nach Overtime zwei Punkte, bei einer Niederlage nach Overtime gab es einen Punkt und bei einer Niederlage nach regulärer Spielzeit null Punkte.

## Hauptrunde
| Pl. |                              | Sp | S  | OTS | OTN | N  | Tore   | Punkte |
| 1.  | Skautafélag Akureyrar        | 24 | 14 | 2   | 2   | 6  | 109:76 | 48     |
| 2.  | Esja Reykjavík               | 24 | 11 | 3   | 2   | 8  | 96:87  | 41     |
| 3.  | Ísknattleiksfélagið Björninn | 24 | 10 | 2   | 1   | 11 | 95:89  | 35     |
| 4.  | Skautafélag Reykjavíkur      | 24 | 4  | 2   | 4   | 14 | 68:116 | 20     |

Sp = Spiele, S = Siege, N = Niederlagen, OTS = Overtime-Siege, OTN = Overtime-Niederlage

## Finale
- Skautafélag Akureyrar – Esja Reykjavík 3:0 (3:2, 4:3, 6:3)